# Unione Sportiva Alessandria Calcio 1912 2012-2013
Questa voce raccoglie le informazioni riguardanti l'Unione Sportiva Alessandria Calcio 1912 nelle competizioni ufficiali della stagione 2012-2013.

## Stagione
Nella stagione 2012-2013 l'Alessandria ha disputato il sedicesimo campionato di Lega Pro Seconda Divisione della sua storia. Con 52 punti ha ottenuto l'ottava posizione, nel girone di andata con 28 punti ottiene il sesto posto, mentre nel girone di ritorno con 24 punti ha perso qualche posizione. Il tecnico designato per questa stagione dei "grigi" è Giovanni Cusatis, sostituito alla 28ª giornata, a metà marzo dopo la sconfitta interna (0-2) con la Giacomense, da Egidio Notaristefano. Il lucchese Jacopo Fanucchi con 9 reti è il miglior realizzatore alessandrino di questa stagione. Nella Coppa Italia di Lega Pro l'Alessandria disputa il girone B di qualificazione, che ha promosso il Savona.

## Divise e sponsor
Il fornitore ufficiale di materiale tecnico per la stagione 2012-2013 è stato Macron.
| 1ª divisa | 2ª divisa | 3ª divisa |

## Organigramma societario
Area direttiva
- Presidente: Maurizio Pavignano (fino al 26 novembre)[1], dal 6 febbraio Luca Di Masi[2]
- Vicepresidente Paolo Camagna (fino al 20 dicembre)
- Amministratore delegato: Gianluigi Capra (dal 5 dicembre al 6 febbraio)[3]
- Consiglieri: Valerio Bonanno, Paolo Camagna (fino al 20 dicembre)[4], Gianluigi Capra e Gisella Villata (tutti fino al 6 febbraio)

Area organizzativa
- Segretario generale: Stefano Toti
- Team Manager: Andrea La Rosa
- Segretaria amministrativa: Federica Rosina
- Segretario: Stefano Carlet

Area comunicazione
- Responsabile: Gigi Poggio
- Ufficio stampa: Mario Risciglione
- Responsabile rapporti con la tifoseria: Emanuele Bellingeri
- Addetto all'arbitro: Guido Nardone

Area marketing
- Marketing: Massimiliano Baroglio, Alberto Viarengo, Antonio Visca e Carlo Zoccola

Area tecnica
- Direttore sportivo: Massimiliano Menegatti
- Allenatore: Giovanni Cusatis, dal 19 marzo Egidio Notaristefano[5]
- Allenatore in seconda: Oreste Didonè, dal 19 marzo Giampaolo Ceramicola[5]
- Preparatore atletico: Andrea Bocchio
- Preparatore dei portieri: Gianluigi Gasparoni
- Osservatore: Fabio Artico
- Magazziniere: Gianfranco Sguaizer

Area sanitaria
- Medico responsabile società: Guido Ferraris
- Medico sociale: Biagio Polla
- Massofisioterapista: Luigi Marostica

## Calciomercato

### Sessione estiva
| Acquisti | Acquisti                | Acquisti       | Acquisti      |
| R.       | Nome                    | da             | Modalità      |
| -------- | ----------------------- | -------------- | ------------- |
| P        | Marco Pavanello         | Giacomense     | definitivo    |
| D        | Mirko Barbagli          | Foligno        | fine prestito |
| D        | Andrea Boron            | Este           | definitivo    |
| D        | Giacomo Gambaretti      | Pro Patria     | definitivo    |
| D        | Tommaso Ghinassi        | Prato          | fine prestito |
| D        | Andrea Mazzuoli         | Sambenedettese | definitivo    |
| D        | Andrea Pappaianni Lenzi | Parma          | definitivo    |
| D        | Daniele Degano          | Rimini         | fine prestito |
| C        | Nicolò Bianchi          | Novara         | definitivo    |
| C        | Simone Caciagli         | Giacomense     | definitivo    |
| C        | Alberto Filiciotto      | Montichiari    | definitivo    |
| C        | Luca Mora               | Pro Patria     | definitivo    |
| C        | Filippo Tanaglia        | Giacomense     | definitivo    |
| A        | Andrea Ferretti         | Treviso        | definitivo    |
| A        | Davide Rossi            | Valenzana      | definitivo    |

| Cessioni | Cessioni               | Cessioni       | Cessioni      |
| R.       | Nome                   | a              | Modalità      |
| -------- | ---------------------- | -------------- | ------------- |
| P        | Tupac De Marco         | Giacomense     | definitivo    |
| D        | Fabio Cusaro           | Tritium        | definitivo    |
| D        | Daniele Daino          |                | svincolato    |
| D        | Alessandro Marchetti   | Botev Vratsa   | definitivo    |
| D        | Roberto Sabato         | Forlì          | definitivo    |
| D        | Tommaso Ghinassi       | Prato          | definitivo    |
| C        | André Cuneaz           | Vallée d'Aoste | definitivo    |
| C        | Salvatore Giardina     | Fondi          | definitivo    |
| C        | Giovanni Motta         | Acqui          | definitivo    |
| C        | Matteo Negrini         |                | svincolato    |
| C        | Davide Nocciola        | Vallée d'Aoste | definitivo    |
| C        | Gianluca Segarelli     | Maceratese     | definitivo    |
| A        | Guilherme Appelt Pires | Juventus       | fine prestito |
| A        | Fabio Artico           |                | fine carriera |
| A        | Fabio Barichello       | Bassano Virtus | fine prestito |
| A        | Roberto Floriano       | Botev Vratsa   | definitivo    |
| A        | Marco Martini          | Cuneo          | definitivo    |
| A        | Maurizio Nassi         |                | svincolato    |
| A        | Stefano Santoni        | Pro Vercelli   | fine prestito |

## Risultati

### Lega Pro Seconda Divisione

#### Girone di andata
| Arbitro: | Ripa (Nocera Inferiore) |

|  |           |                                                                |
|  | Marcatori | 10’ Fanucchi 17’, 41’ A. Ferretti 62’, 68’ Degano 72’ Tanaglia |

| Arbitro: | Magnani (Frosinone) |

|            |           |                 |
| Degano 75’ | Marcatori | 30’, 37’ Falomi |

| Arbitro: | Di Martino (Teramo) |

|  |           |              |
|  | Marcatori | 72’ D. Rossi |

| Arbitro: | Pelagatti (Arezzo) |

|                                 |           |  |
| Gambaretti 4’ Degano 39’ (rig.) | Marcatori |  |

| Arbitro: | Ceccarelli (Rimini) |

|                                                               |           |             |
| Viviani 3’ D. Rossi 20’ Cammaroto 49’ Degano 61’ Fanucchi 90’ | Marcatori | 14’ Mignona |

| Arbitro: | Todaro (Palermo) |

|              |           |  |
| G. Conti 71’ | Marcatori |  |

| Arbitro: | Guccini (Albano Laziale) |

|            |           |           |
| Degano 90’ | Marcatori | 72’ Amato |

| Arbitro: | Merlino (Udine) |

|               |           |  |
| Fr. Virdis 2’ | Marcatori |  |

| Arbitro: | Brodo (Viterbo) |

|  |           |                |
|  | Marcatori | 72’ F. Ferrari |

| Arbitro: | Brasi (Seregno) |

|              |           |                         |
| Cenerini 78’ | Marcatori | 26’ D. Rossi 35’ Degano |

| Alessandria 11 novembre 2012, ore 14:30 CET 11ª giornata | Alessandria             | 0 – 0 referto | Monza | Stadio Giuseppe Moccagatta (929 spett.)\| Arbitro: \| Paolini (Ascoli Piceno) \| |
| Arbitro:                                                 | Paolini (Ascoli Piceno) |               |       |                                                                                  |

| Arbitro: | Benassi (Bologna) |

|               |           |                 |
| A. Curcio 41’ | Marcatori | 53’ A. Ferretti |

| Arbitro: | Rocca (Vibo Valentia) |

|                        |           |               |
| Fanucchi 1’ Degano 61’ | Marcatori | 90’ A. Brighi |

| Arbitro: | Marini (Roma) |

|  |           |              |
|  | Marcatori | 10’ Fanucchi |

| Arbitro: | Todaro (Palermo) |

|  |           |                |
|  | Marcatori | 49’, 53’ Gaeta |

| Arbitro: | Albertini (Ascoli Piceno) |

|                         |           |                   |
| Corso 33’ Del Sante 68’ | Marcatori | 29’, 82’ D. Rossi |

| Arbitro: | Tardino (Milano) |

|                                            |           |              |
| Mora 22’ D. Rossi 33’ Cammaroto 49’ (rig.) | Marcatori | 34’ Nicastro |

#### Girone di ritorno
| Arbitro: | Piscopo (Imperia) |

|                           |           |  |
| Fanucchi 58’ D. Rossi 67’ | Marcatori |  |

| Arbitro: | Illuzzi (Molfetta) |

|                                       |           |                          |
| Bruccini 14’ Cozzolino 34’ Falomi 52’ | Marcatori | 66’ (rig.), 74’ Fanucchi |

| Arbitro: | Mainardi (Bergamo) |

|              |           |              |
| Anastasi 50’ | Marcatori | 72’ Barbagli |

| Arbitro: | Fanton (Lodi) |

|             |           |               |
| Suriano 15’ | Marcatori | 63’, 68’ Mora |

| Arbitro: | Petroni (Roma) |

|                 |           |                     |
| A. Ferretti 15’ | Marcatori | 68’ (rig.) Petrascu |

| Arbitro: | Strocchia (Nola) |

|                |           |  |
| F. Viviani 18’ | Marcatori |  |

| Arbitro: | Abisso (Palermo) |

|  |           |                    |
|  | Marcatori | 5’, 72’ Fr. Virdis |

| Castiglione delle Stiviere 10 marzo 2013, ore 14:30 CET 26ª giornata | Castiglione           | 0 – 0 referto | Alessandria | Stadio Ugo Lusetti (400 spett.)\| Arbitro: \| Mangialardi (Pistoia) \| |
| Arbitro:                                                             | Mangialardi (Pistoia) |               |             |                                                                        |

| Arbitro: | Martinelli (Roma) |

|              |           |  |
| Nocciola 74’ | Marcatori |  |

| Arbitro: | Morreale (Roma) |

|  |           |                         |
|  | Marcatori | 61’ Personè 85’ Serlini |

| Arbitro: | Aureliano (Bologna) |

|                            |           |  |
| Finotto 51’ Gasbarroni 86’ | Marcatori |  |

| Arbitro: | Bindoni (Venezia) |

|                     |           |  |
| Fanucchi 11’ (rig.) | Marcatori |  |

| Arbitro: | Cifelli (Campobasso) |

|  |           |              |
|  | Marcatori | 86’ Fanucchi |

| Alessandria 21 aprile 2013, ore 15:00 CEST 31ª giornata | Alessandria   | 0 – 0 referto | Venezia | Stadio Giuseppe Moccagatta (1.054 spett.)\| Arbitro: \| Marini (Roma) \| |
| Arbitro:                                                | Marini (Roma) |               |         |                                                                          |

| Arbitro: | Giovani (Grosseto) |

|                |           |                        |
| G. Ferrari 39’ | Marcatori | 90’ (rig.) A. Ferretti |

| Arbitro: | Lacagnina (Caltanissetta) |

|                 |           |  |
| A. Ferretti 56’ | Marcatori |  |

| Arbitro: | Pierro (Nola) |

|             |           |                 |
| Tattini 67’ | Marcatori | 35’ A. Ferretti |

### Coppa Italia Lega Pro

#### Fase eliminatoria a gironi
| Arbitro: | Ghersini (Genova) |

|             |           |              |
| Martini 26’ | Marcatori | 35’ Scampini |

| Arbitro: | Oliveri (Palermo) |

|               |           |  |
| De Martis 35’ | Marcatori |  |

## Statistiche

### Statistiche di squadra
| Competizione               | Punti | In casa | In casa | In casa | In casa | In casa | In casa | In trasferta | In trasferta | In trasferta | In trasferta | In trasferta | In trasferta | Totale | Totale | Totale | Totale | Totale | Totale | DR  |
| Competizione               | Punti | G       | V       | N       | P       | Gf      | Gs      | G            | V            | N            | P            | Gf           | Gs           | G      | V      | N      | P      | Gf     | Gs     | DR  |
| -------------------------- | ----- | ------- | ------- | ------- | ------- | ------- | ------- | ------------ | ------------ | ------------ | ------------ | ------------ | ------------ | ------ | ------ | ------ | ------ | ------ | ------ | --- |
| Lega Pro Seconda Divisione | 52    | 17      | 8       | 4       | 5       | 20      | 14      | 17           | 6            | 6            | 5            | 21           | 16           | 34     | 14     | 10     | 10     | 41     | 30     | +11 |
| Coppa Italia Lega Pro      |       | 1       | 0       | 1       | 0       | 1       | 1       | 1            | 0            | 0            | 1            | 0            | 1            | 2      | 0      | 1      | 1      | 1      | 2      | -1  |
| Totale                     | -     | 18      | 8       | 5       | 5       | 21      | 15      | 18           | 6            | 6            | 6            | 21           | 17           | 36     | 14     | 11     | 11     | 42     | 32     | +10 |

### Statistiche dei giocatori
| Giocatore           | Lega Pro Seconda Divisione | Lega Pro Seconda Divisione | Lega Pro Seconda Divisione | Lega Pro Seconda Divisione | Coppa Italia Lega Pro | Coppa Italia Lega Pro | Coppa Italia Lega Pro | Coppa Italia Lega Pro | Totale   | Totale | Totale      | Totale     |
| Giocatore           | Presenze                   | Reti                       | Ammonizioni                | Espulsioni                 | Presenze              | Reti                  | Ammonizioni           | Espulsioni            | Presenze | Reti   | Ammonizioni | Espulsioni |
| ------------------- | -------------------------- | -------------------------- | -------------------------- | -------------------------- | --------------------- | --------------------- | --------------------- | --------------------- | -------- | ------ | ----------- | ---------- |
| M. Barbagli         | 27                         | 1                          | 9                          | 1                          | 1                     | 0                     | 1                     | 0                     | 28       | 1      | 10          | 1          |
| D. Bertocchi        | 6                          | 0                          | 0                          | 0                          | 1                     | 0                     | 0                     | 0                     | 7        | 0      | 0           | 0          |
| N. Bianchi          | 18                         | 0                          | 5                          | 0                          | 2                     | 0                     | 0                     | 0                     | 20       | 0      | 5           | 0          |
| A. Boron            | 23                         | 0                          | 7                          | 0                          | 2                     | 0                     | 0                     | 0                     | 25       | 0      | 7           | 0          |
| S. Caciagli         | 22                         | 0                          | 5                          | 0                          | 1                     | 0                     | 0                     | 0                     | 23       | 0      | 5           | 0          |
| V. Cammaroto        | 30                         | 2                          | 4                          | 0                          | 1                     | 0                     | 0                     | 0                     | 31       | 2      | 4           | 0          |
| D. Degano           | 26                         | 8                          | 8                          | 1                          | 2                     | 0                     | 0                     | 0                     | 28       | 8      | 8           | 1          |
| D. Di Fiore         | 1                          | 0                          | 0                          | 0                          | -                     | -                     | -                     | -                     | 1        | 0      | 0           | 0          |
| J. Fanucchi         | 28                         | 9                          | 8                          | 1                          | 2                     | 0                     | 1                     | 0                     | 30       | 9      | 9           | 1          |
| A. Ferretti         | 25                         | 7                          | 5                          | 0                          | 2                     | 0                     | 1                     | 0                     | 27       | 7      | 6           | 0          |
| A. Filiciotto       | 25                         | 0                          | 0                          | 0                          | 1                     | 0                     | 0                     | 0                     | 26       | 0      | 0           | 0          |
| G. Gambaretti       | 29                         | 1                          | 6                          | 0                          | 2                     | 0                     | 2                     | 0                     | 31       | 1      | 8           | 0          |
| T. Ghinassi         | -                          | -                          | -                          | -                          | 1                     | 0                     | 0                     | 0                     | 1        | 0      | 0           | 0          |
| M. Martini          | -                          | -                          | -                          | -                          | 1                     | 1                     | 0                     | 0                     | 1        | 1      | 0           | 0          |
| A. Mazzuoli         | 15                         | 0                          | 8                          | 1                          | 2                     | 0                     | 1                     | 0                     | 17       | 0      | 9           | 1          |
| R. Menassi          | 17                         | 0                          | 5                          | 0                          | 1                     | 0                     | 0                     | 0                     | 18       | 0      | 5           | 0          |
| L. Mora             | 28                         | 3                          | 12                         | 3                          | 2                     | 0                     | 1                     | 0                     | 30       | 3      | 13          | 3          |
| A. Pappaianni Lenzi | 4                          | 0                          | 0                          | 0                          | -                     | -                     | -                     | -                     | 4        | 0      | 0           | 0          |
| M. Pavanello        | 4                          | -3                         | 0                          | 0                          | 1                     | -1                    | 0                     | 0                     | 5        | -4     | 0           | 0          |
| D. Romano           | 2                          | 0                          | 0                          | 0                          | -                     | -                     | -                     | -                     | 2        | 0      | 0           | 0          |
| F. Roselli          | 32                         | 0                          | 4                          | 0                          | 1                     | 0                     | 0                     | 0                     | 33       | 0      | 4           | 0          |
| D. Rossi            | 26                         | 7                          | 4                          | 0                          | -                     | -                     | -                     | -                     | 26       | 7      | 4           | 0          |
| A. Servili          | 30                         | -27                        | 4                          | 0                          | 1                     | -1                    | 0                     | 0                     | 31       | -28    | 4           | 0          |
| F. Tanaglia         | 24                         | 1                          | 3                          | 0                          | -                     | -                     | -                     | -                     | 24       | 1      | 3           | 0          |
| F. Viviani          | 21                         | 2                          | 4                          | 1                          | 1                     | 0                     | 0                     | 0                     | 22       | 2      | 4           | 1          |